# Isthmohyla picadoi
Espèce
Synonymes
- Hyla picadoi Dunn, 1937

Statut de conservation UICN

 NT  : Quasi menacé
Isthmohyla picadoi est une espèce d'amphibiens de la famille des Hylidae.

## Répartition
Cette espèce se rencontre au Costa Rica et dans l'ouest du Panama entre 1 920 à 2 650 m d'altitude dans les cordillères Centrale et de Talamanca,.

## Étymologie
Son nom d'espèce lui a été donné en l'honneur de Clodomiro Picado Twight (1887-1944).

## Publication originale
- Dunn, 1937 : The Amphibian and Reptilian Fauna of Bromeliads in Costa Rica and Panama. Copeia, vol. 1937, no 3, p. 163-167.